# Marin Hamill
Marin Hamill (Salt Lake City, 5 aprile 2001) è una sciatrice freestyle statunitense, specializzata in slopestyle e big air.

## Biografia
Originaria di Salt Lake City e attiva in gare FIS dal dicembre 2015, Marin Hamill ha debuttato in Coppa del Mondo il 28 gennaio 2017, giungendo 18ª in slopestyle ad Alpe di Siusi. Il 16 gennaio 2022 ha ottenuto il suo primo podio nel massimo circuito, classificandosi 2ª nella stessa specialità a Font Romeu, nella gara vinta dalla francese Tess Ledeux. 
In carriera ha preso parte a un'edizione dei Giochi olimpici invernali e a una dei Campionati mondiali di freestyle.

## Palmarès

### Coppa del Mondo
- Miglior piazzamento in classifica generale: 11ª nel 2021 e nel 2022
- Miglior piazzamento nella Coppa del Mondo di slopestyle: 2ª nel 2020
- Miglior piazzamento nella Coppa del Mondo di big air: 17ª nel 2020
- 1 podio:
  - 1 secondo posto